# Villabona (Goito)
Villabona è una località situata a est di Goito, in provincia di Mantova.

## Storia
Il territorio, con relativa corte agricola, è appartenuto alla famiglia Gonzaga.
Nella zona si è combattuta il 14 giugno 1453 l'omonima battaglia, che vide opposti la Repubblica di Venezia e il Marchesato di Mantova per ragioni testamentarie legate ai Gonzaga, risoltasi con la vittoria dei mantovani.
Una seconda battaglia, nell'ambito della guerra di successione di Mantova e del Monferrato, avvenne qui il 29 maggio 1630 e segnò la sconfitta delle truppe della Repubblica di Venezia ad opera degli imperiali.